# Southwind-Passage
Die Southwind-Passage ist eine schiffbare Meerenge vor der Westküste der Antarktischen Halbinsel. Sie trennt die Betbeder-Inseln im südlichen Wilhelm-Archipel von den zu den nördlichen Biscoe-Inseln gehörenden Dickens Rocks.
Sumner Raymond Dolber (1924–2015), Kapitän der United States Coast Guard, benannte sie nach dem Eisbrecher USCGC Southwind, mit dem er die Passage in den Sommermonaten zwischen 1967 und 1968 befuhr.